# 1991年俄罗斯总统选举
1991年俄罗斯总统选举于1991年6月12日在苏联的苏俄举行。此次選舉是俄罗斯苏维埃联邦社会主义共和国政治史上第一次地方行政首长由公民直選。在这次总统选举中，激进改革派候选人、苏俄最高苏维埃主席团主席鲍里斯·叶利钦获得45,552,041票，佔有效票總數的58.6%，以压倒性优势当选苏俄首任总统。